# Alexandra Potter
Alexandra Potter (* 8. Mai 1970 in Bradford, West Yorkshire) ist eine britische Romanautorin. Sie lebt zurzeit in Los Angeles.

## Leben
Bevor sie Romane schrieb, arbeitete sie als Journalistin für Hochglanzmagazine wie Elle, Vogue oder OK!. Seit einiger Zeit konzentriert sie sich nur noch auf das Schreiben von Büchern. Sie lebt heute mit ihrem Mann und ihrer Tochter in Los Angeles.

## Werke
- 2015: Love From Paris (2. Teil von The Love Detective)
- 2014: The Love Detective (dt. 2014: Ermittlerin in Sachen Liebe, übersetzt von Stefanie Retterbush)
- 2012: Don't You Forget About Me (dt. 2013: Der Wunschtraummann, übersetzt von Stefanie Retterbush)
- 2010: You're the One That I Don't Want (dt. 2011: Träumst du noch oder küsst du schon?, übersetzt von Stefanie Retterbush)
- 2009: Who's that girl? (dt. 2009: Heute schon geträumt?, übersetzt von Andrea Brandl)
- 2007: Me and Mr. Darcy (dt. 2008: Ein Mann wie Mr. Darcy, übersetzt von Sigrun Zühlke)
- 2006: Be careful what you wish for (dt. 2007: Der Wunschzettel, übersetzt von Andrea Brandl)
- 2004: Do You Come Here Often? (dt. 2006: Flitterwochen mit dem Ex, übersetzt von Michaela Link)
- 2002: Calling Romeo (dt. 2004: Her mit den Rosen!, übersetzt von Michael Kubiak)
- 2001: Going La La (dt. 2003: Nichts wie ab nach Hollywood, übersetzt von Ingrid Klein)
- 2000: What's New, Pussycat?